# Dinarolacerta
Genre
Dinarolacerta est un genre de sauriens de la famille des Lacertidae.

## Répartition
Les espèces de ce genre se rencontrent dans les Alpes dinariques en Croatie, en Bosnie-Herzégovine, au Monténégro et en Albanie.

## Liste des espèces
Selon The Reptile Database (11 décembre 2012) :
- Dinarolacerta montenegrina Ljubisavljević, Arribas, Džukić & Carranza, 2007
- Dinarolacerta mosorensis (Kolombatović, 1886)

## Publication originale
- Arnold, Arribas & Carranza, 2007 : Systematics of the Palaearctic and Oriental lizard tribe Lacertini (Squamata: Lacertidae: Lacertinae), with descriptions of eight new genera. Zootaxa, n. 1430, p. 1-86.